# Sancassania berlesi
Sancassania berlesi är en spindeldjursart som först beskrevs av Michael 1903.  Sancassania berlesi ingår i släktet Sancassania och familjen Acaridae. Inga underarter finns listade i Catalogue of Life.